# Geminatie
Geminatie of verdubbeling is in de spraak het verschijnsel dat een medeklinker hoorbaar langer wordt uitgesproken dan gewoonlijk. Dit verschijnsel kan alleen fonetisch of ook fonematisch van aard zijn, dat wil zeggen al dan niet betekenisonderscheidend.
De duur/lengte van medeklinkers is betekenisonderscheidend in een aantal levende talen zoals het Arabisch, Estisch, Fins, Russisch, Hebreeuws, Hongaars, Italiaans, Catalaans, Japans en Luganda, en in een dode taal, het Latijn. In het Fins betekent takka [ˈtakːa] "haard" en taka [ˈtaka] "terug". Het komt echter vaker voor dat alleen de duur van klinkers betekenisonderscheidend is, bijvoorbeeld in het Nederlands: kirren- keren: het verschil zit niet in de uitspraak van de enkele of dubbele r, maar in de i-klank die in het tweede geval duidelijk langer is.
Betekenisonderscheidende medeklinkerverdubbeling beperkt zich in de regel tot bepaalde medeklinkers, bijvoorbeeld tot stemloze plosieven en fricatieven.

## Geminatie in defonologie
Fricatieven, nasalen, liquidae, approximanten en "rollende" medeklinkers worden bij geminatie simpelweg verlengd, terwijl plosieven worden "vastgehouden". Afhankelijk van de taal zijn lange medeklinkers anderhalf tot twee keer zo lang als korte.
In sommige talen zoals het Italiaans, Zweeds, Faeröers, IJslands en Luganda zijn klinkerlengte en medeklinkerlengte soms van elkaar afhankelijk, wat wil zeggen dat een lettergreep altijd hetzij een korte klinker in de nucleus gevolgd door een lange medeklinker of medeklinkercluster in de coda, hetzij een lange klinker in de nucleus gevolgd door een korte medeklinker in de coda bevat (dit type lettergreep wordt ook wel trimoraïsch genoemd).
In andere talen zoals het Fins en Japans zijn de lengte van klinkers en die van medeklinkers niet van elkaar afhankelijk. In het Fins zijn beide verschijnselen fonematisch, waardoor de volgende woorden kunnen worden onderscheiden: taka /taka/ "terug", takka /takːa/ "haard", taakka /taːkːa/ "laatste". Dit zijn geen leden van een doublet, want de verschillende etymologieën van deze woorden gaan terug tot het Proto-Oeraals. De lengte van Finse medeklinkers wordt ook beïnvloed door medeklinkergradatie. Een ander belangrijk verschijnsel is dat door externe sandhi aan het eind van woorden lange medeklinkers ontstaan met een glottisslag als archifoneem, zoals in |otaʔ se| → /otasːe/ "neem het!"
Hetzelfde verschijnsel is te zien in het Italiaans.
Lange medeklinkers aan het begin van een woord komen sporadisch voor, bijvoorbeeld in het Chuukees, een paar kleine Romaanse talen zoals het Siciliaans en Napolitaans, in veel dialecten van het Hoogalemannisch, en in sommige Afrikaanse talen zoals het Setswana en Luganda. In deze laatste talen worden er tevens grammaticale functies mee onderscheiden.

## Spelling
In de geschreven taal wordt geminatie vaak aangegeven door de betreffende klank twee keer te schrijven ("ss", "kk", "pp", etc.). Maar sommige talen, zoals het Arabisch, Japans en Catalaans, hebben hier aparte symbolen voor. In de laatste taal worden bij een verdubbeling van de l de beide l'en gescheiden door een punt (L·L). In het Estisch worden 'b', 'd', 'g' voor korte medeklinkers gebruikt, en 'p', 't', 'k' en 'pp', 'tt', 'kk' voor lange medeklinkers ofwel geminaten.
In het Internationaal Fonetisch Alfabet worden lange medeklinkers aangegeven door het teken ː, e.g., [penːe]. Maar dubbele letters worden ook wel gebruikt, met name voor de onderliggende vormen.
Een verdubbeld grafeem geeft niet altijd een verlengde medeklinker weer. Zo wordt bijvoorbeeld in het Engels de [n] van "running" niet als een lange medeklinker uitgesproken. Dubbel geschreven medeklinkers geven vaak aan dat de voorafgaande klinker een "lage" klinker is, terwijl een "hoge" klinker wordt voorafgegaan door een enkel grafeem: "tapping" /tæpɪŋ/ heeft een korte /æ/, die wordt onderscheiden van de diftong /eɪ/ in "taping" /teɪpɪŋ/. In het Nieuwgrieks heeft een dubbel geschreven medeklinker geen enkele fonetische betekenis.

## Degeminatie
Het tegenovergestelde van geminatie, dus het terugbrengen van een lange medeklinker tot een korte, wordt degeminatie genoemd. Degeminatie is een vorm van lenitie.  